# Lutjanus novemfasciatus
Lutjanus novemfasciatus là một loài cá biển thuộc chi Lutjanus trong họ Cá hồng. Loài này được mô tả lần đầu tiên vào năm 1862.

## Từ nguyên
Từ định danh novemfasciatus được ghép bởi hai âm tiết trong tiếng Latinh: novem (“9”) và fasciatus (“có sọc”), hàm ý đề cập đến 9 vạch sẫm mờ ở thân trên loài này.

## Phân bố và môi trường sống
L. novemfasciatus có phân bố rộng rãi ở Đông Thái Bình Dương, từ bang California (Hoa Kỳ) và vịnh California trải dài về phía nam đến Peru, bao gồm quần đảo Galápagos, đảo Cocos và đảo Malpelo ngoài khơi.
L. novemfasciatus sống trên các rạn san hô, cá con thường có thể bắt gặp ở cửa sông hoặc rừng ngập mặn, được tìm thấy ở độ sâu độ sâu ít nhất là 60 m. Cá trưởng thành có thể ngược dòng tới 20 km để tiến vào sông.

## Mô tả
Chiều dài cơ thể lớn nhất được ghi nhận ở L. novemfasciatus là 170 cm. Loài này có màu ô liu đến đỏ nâu ở lưng và hai bên thân, trắng bạc ở thân dưới. Thân trên có 8–9 vạch nâu, đặc biệt sẫm màu ở cá con, nhưng đôi khi mờ nhạt ở cá lớn có vây sẫm màu.
Số gai ở vây lưng: 10; Số tia vây ở vây lưng: 13–14; Số gai ở vây hậu môn: 3; Số tia vây ở vây hậu môn: 8.

## Sinh thái
Thức ăn của L. novemfasciatus cá nhỏ và nhiều loài thủy sinh không xương sống khác, chủ yếu là giáp xác mười chân như họ Tôm gai, họ Tôm he hay họ Cua bơi.
Cá con L. novemfasciatus là một loài có tính rộng muối (euryhalinity). Khi triều lên, độ mặn của nước tăng lên do dòng biển xâm nhập vào lạch, ngọt dần do lượng nước ngầm chảy ra hòa vào khi triều xuống. L. novemfasciatus con vẫn cư trú trong những lạch nước ngập mặn này bất kể giai đoạn thủy triều nào khi được quan sát ở đảo Isabela (Galápagos).
Mùa sinh sản của L. novemfasciatus diễn ra từ tháng 5 đến tháng 9. Cá đực thuần thục sinh dục khi đạt chiều dài 58 ± 3 cm, cá cái thì 64 ± 4 cm.

## Giá trị
L. novemfasciatus là một loài quan trọng trong nghề đánh bắt thủ công ở Colombia, và là loài thương mại ở Nicaragua.